# Буддагуптанатха
Буддагуптанатха (санскр. बुद्धगुप्तनाथ, ~1514, Делийский султанат (?) — 1610, Империя Великих Моголов (?)) — индийский буддийский тантрический наставник, махасиддха, путешественник; учитель Таранатхи.

## Биография

### Связь с традицией натхов
В течение первых тридцати лет жизни Гуптанатха принадлежал к линии натхешвари шиваистской традиции натхов. Согласно биографии, написанной его учеником Таранатхой с его слов, во время одного из своих многочисленных паломничеств, в Раджастхане, Гуптанатха имел видение дакини Ваджрайогини, и это стало поворотным моментом в его обращении в буддизм Ваджраяны. Однако он не порвал с традицией натхов окончательно и, наряду с паломничествами к таким подобающим буддисту святыням, как Бодхгая или Сарнатх, посещал и специфически натховские места.

### Паломничества и путешествия
Помимо многочисленных паломничеств в индийской части Могольской империи, Буддагуптанатха пешком дошёл до Ирана, до Балха на севере Афганистана, Кашгара, Мултана, Кабула, Хорасана, Бадахшана и Могулистана. По морю он достиг юго-восточной Азии, в частности Явы, некоторых районов Бирмы, а также, вероятно, и Таиланда. Согласно биографии Таранатхи, он достиг даже Мадагаскара. В Индокитае и на Яве Буддагуптанатха вплотную познакомился с обычаями буддистов-тхеравадинов, а на Мадагаскаре — с португальскими католическими миссионерами. Он был и в легендарной стране Уддияне, которую локализовал не в долине Сват, а в афганском городе Газни. Таким образом, Буддагуптанатха интенсивно общался с приверженцами других религий, в частности ислама:

При посещении таких стран, как Мултан, Мачхела, Хорасан, Базасан, Куша, лежащих на севере от Индии, выяснилось, что в основном все они заселены монголами. Верхние монголы, так как являлись народом таджикского происхождения и веровали в магометанство, отнеслись ко мне вначале высокомерно. Но я продемонстрировал им колдовские действия, чем быстро привлёк их внимание. — из автобиографии Буддагуптанатхи, записанной Таранатхой

### Взаимоотношения с Таранатхой
В 1590 году, во время путешествия Буддагуптанатхи в Тибет, близ монастыря Нартанг он встретился с семнадцатилетним монахом Кюнга Ньингпо и в течение нескольких месяцев преподавал ему тантризм, а также надиктовал автобиографию, сопровождаемую путевыми географическими и этнографическими заметками. Однако, не окончив обучение своего ученика, Буддагуптанатха вернулся в Индию. В автобиографии Таранатха объясняет это своим чрезмерным пристрастием к двойственному мышлению. Впоследствии, когда двое других учеников Буддагуптанатхи, Нирванашрипада и Пурнаваджрапада, появились в Тибете по прошествии нескольких лет после его отбытия, и Таранатха попросил их дополнить наставления учителя, они спешно покинули место.

## Посмертие
После того, как имя Таранатхи под титулом Джебдзун-Дамба-хутухта закрепилось в рамках школы гелуг как чрезвычайно авторитетная линия тулку, почитаем стал и его учитель, то есть Буддагуптанатха. Известно, что учитель Богдо-гэгэна VIII, считавшийся воплощением Гуптанатхи, выступал посредником между монгольским первоиерархом и бароном Унгерном во время подготовки штурма Урги в 1921 году.